# Kaukasus-Salamander
Der Kaukasus-Salamander (Mertensiella caucasica) ist eine der beiden Arten aus der Gattung Mertensiella.

## Merkmale
Der bis zu 18 Zentimeter lange Kaukasus-Salamander ist ein schlanker Salamander mit relativ langem, im Querschnitt rundem Schwanz. Der längliche Kopf zeichnet sich durch deutliche Ohrdrüsenwülste und große „Froschaugen“ aus. Den Rumpf segmentieren 12 bis 13 Einschnürungen (Rippenwulste). Das Tier ist dunkelbraun gefärbt und weist auf dem Rücken zwei meistens getrennte, goldgelbe bis kupferrote Längsstreifen auf, die sich am Schwanz zu einem durchlaufenden Längsstreifen verbinden. Die Schwanzlänge ist um das anderthalbfache größer als die Kopf-Rumpf-Länge.
Das Männchen besitzt an der Schwanzwurzel einen „Pseudopenis“ – einen großen, aufwärts gerichteten, gebogenen Höcker, der als Reizorgan bei der Paarung benutzt wird. Außerdem entwickelt es Brunstschwielen an den Oberarmen.

## Vorkommen und Lebensweise
Das Verbreitungsareal des Kaukasus-Salamanders beschränkt sich südöstlich des Schwarzen Meeres auf das Gebiet von Transkaukasien und reicht von Trabzon (Türkei) bis nach Borjomi in Georgien.
Die Art lebt in feuchten Buchenwäldern mit reichlichem Staudenwuchs, Moosen und Farnen in 400 bis 2800 Metern über Meereshöhe, am häufigsten aber um 1000 m NN. Die Tiere halten sich oft in der Spritzwasserzone von Bächen auf, aber auch unter liegenden Baumstämmen.
Die längste Zeit des Jahres lebt der Kaukasus-Salamander versteckt im Lücken- und Spaltensystem des Bodens. Von Anfang Mai bis September ist er in den Dämmerungs- und Nachtstunden und bei Regenwetter auch oberirdisch aktiv. Er flieht eidechsenhaft flink und kann gewandt schlängelnd schwimmen. Als Beutetiere dienen neben Würmern und Schnecken auch sehr bewegliche Bachflohkrebse.
In Gefahrensituationen kann ausnahmsweise der Schwanz des Kaukasus-Salamanders abbrechen. Das Tier soll danach allerdings in der Regel nicht weiter lebensfähig sein, so dass es sich nicht um eine etwa den Eidechsen vergleichbare Überlebensstrategie handeln würde.

## Fortpflanzung, Individualentwicklung
Die Paarung findet im kalten Flachwasser von Bächen statt. Das Männchen umschlingt zunächst die Hinterbeine des Weibchens und später dessen Vorderbeine von unten her. Das Paar schwimmt so noch einige Zeit im Wasser. Später wird an Land die weibliche Kloake mit dem Schwanzwurzelhöcker zunächst durch seitliche Pendelbewegungen und später durch Einführen in die Kloake stimuliert. Nach dem Absetzen der Spermatophore auf dem Boden winkelt das Männchen seinen Unterkörper zur Seite, und die weibliche Kloake senkt sich auf den Samenträger.
Nach der Schneeschmelze im April bis Mai findet die Eiablage in unterirdischen Höhlungen von Fließgewässern statt. Die Eier werden an Steine oder Wasserpflanzen geklebt. Die anfangs 35 Millimeter langen Larven ernähren sich vorwiegend von Kleinkrebsen und Insektenlarven. Die jungen Salamander sind bei der Metamorphose nach ein bis vier Jahren Larvenentwicklungszeit 80 bis 85 Millimeter lang.

## Gattung
Der bis vor wenigen Jahren ebenfalls in der Gattung Mertensiella eingeordnete Lykische Salamander wird inzwischen in sieben Arten unter der Gattung Lyciasalamandra geführt. Die Benennung der Gattung Mertensiella erfolgte zu Ehren des deutschen Herpetologen Robert Mertens.